# Адонкор, Сет
Сет Адонкор (фр. Seth Adonkor; 30 октября 1961, Аккра — 18 ноября 1984, Ле-Темпль-де-Бретань) — французский футболист, защитник и полузащитник.

## Биография
Сет Адонкор родился 30 октября 1961 года в ганском городе Аккра.
В 12 лет переехал во Францию, где стал заниматься футболом сначала в нантском «Меллине», а с 1975 года — в «Нанте».
Играл на позициях защитника и опорного полузащитника. В 1978—1980 годах выступал за дубль «Нанта», провёл 42 матча, забил 4 мяча. В сезоне-1980/81 дебютировал в чемпионате Франции в составе «Нанта» и стал в его составе серебряным призёром, однако в основном продолжал выступать за дубль. В сезоне-1981/82 сыграл 20 матчей за главную команду и 9 за резервистов.
В сезоне-1982/83 стал игроком основного состава и завоевал золотую медаль чемпионата Франции, проведя 37 матчей и забив 1 мяч. В следующем сезоне сыграл в 33 поединках, в сезоне-1984/85 — в 17.
Погиб 18 ноября 1984 года в автокатастрофе в окрестностях коммуны Ле-Темпль-де-Бретань. Предположительно из-за гололедицы Адонкор не справился с управлением, его автомобиль Ford XR3 вылетел на встречную полосу, где столкнулся с другой машиной. Адонкор и полузащитник «Нанта» Жан-Мишель Лабежоф погибли на месте, а малийский нападающий Сиди Каба получил тяжёлые травмы.

## Достижения
«Нант»
- Чемпион Франции (1): 1982/83.
- Серебряный призёр чемпионата Франции (1): 1980/81.

## Семья
Сводный брат — Марсель Десайи (род. 1968), французский футболист. Чемпион мира 1998 года, чемпион Европы 2000 года.